# وامبولا پودر
وامبولا پودر (استونیایی: Vambola Põder; ۶ اوت ۱۹۲۹ – ۱۲ مارس ۱۹۹۳) روزنامه‌نگار، سیاستمدار و نماینده مجلس اهل استونی بود.